# KM (rapper)
Kaene Marica (Den Haag, 20 juli 1997), beter bekend onder zijn artiestennaam KM, is een Nederlands rapper.

## Carrière
Marica zit sinds 2013 bij de rapformatie SFB.
Sinds 2015 brengt Marica ook zelf nummers uit onder zijn artiestennaam KM. Zijn eerste hitnotering behaalde hij met het nummer Kan er niet omheem die hij in april 2015 in samenwerking met Jonna Fraser, Lijpe en Ronnie Flex uitbracht, deze behaalde de 99e plek in de Nederlandse Single Top 100. In de jaren die volgden bracht KM meerdere nummers uit en werkte samen met artiesten zoals Frenna, Chivv en Bizzey.

## Opspraak
In maart 2017 werd KM schuldig bevonden voor seks met een minderjarige. Een paar maanden later, in juli 2017, raakte KM wederom in opspraak nadat hij door de politie werd aangehouden, dit in verband met verboden wapenbezit.